# Hubert Wißkirchen

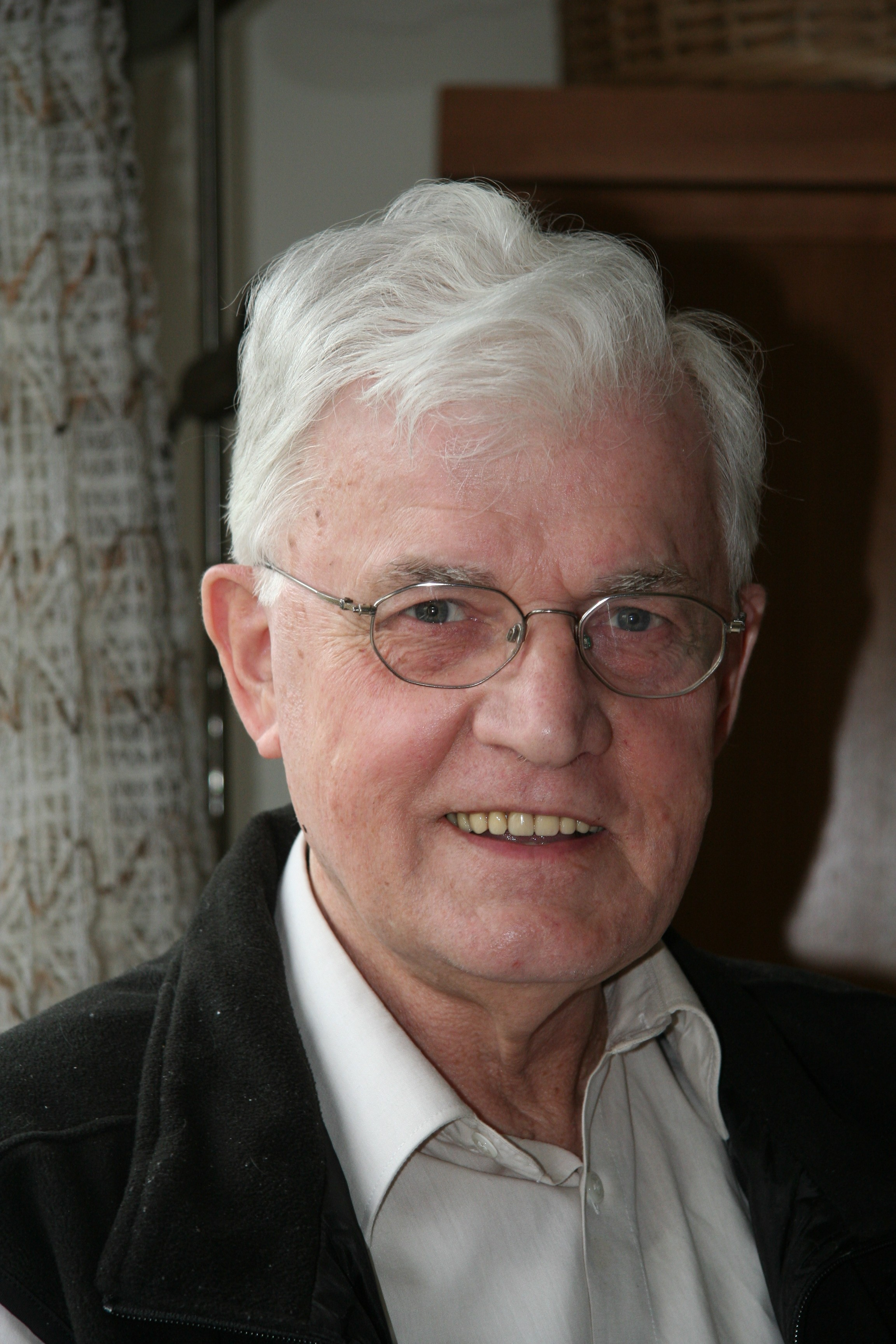
Hubert Wißkirchen (2007)

Hubert Wißkirchen (* 4. November 1934 in Ludendorf, heute zu Swisttal; † 8. Juli 2018 in Pulheim-Stommeln) war ein deutscher Musikpädagoge.

## Leben
Hubert Wißkirchen war der älteste von insgesamt sechs Brüdern einer Ludendorfer Familie, die zwischen 1934 und 1944 zur Welt kamen. Seine Geschwister waren unter anderem der Organist Paul Wißkirchen und der Heimatforscher Josef Wißkirchen.
Er studierte Schulmusik an der Hochschule für Musik und Tanz Köln, Musikwissenschaft und Latein an der Universität zu Köln. In den Jahren 1964 bis 1999 unterrichtete er Musik und Latein am städtischen Humboldt-Gymnasium Düsseldorf, in den Jahren 1990 bis 2006 Musikpädagogik an der Hochschule für Musik und Tanz Köln. Als Mitglied der Richtlinienkommission NRW und als Fachberater für Musik beim Regierungspräsidenten in Düsseldorf hatte er lange Jahre entscheidenden Einfluss auf die Neugestaltung der Richtlinien für Musik in NRW.
Bundesweit bekannt wurde Wißkirchen durch seine Didaktischen Analysen von Musik, die er als Fachleiter für Musik am Studienseminar in Düsseldorf entwickelte und in zahlreichen Veranstaltungen und Tagungen zur Lehrerfortbildung auf Regional-, Landes- und Bundesebene pädagogisch vermittelte. Seine bei großen Verlagen veröffentlichten musikpädagogischen Schriften enthalten viele grafische Partituren und Hörskizzen in Kombination mit didaktischer Aufbereitung von Notenauszügen, Quellentexten und Abbildungen. Wißkirchen visualisierte Strukturabläufe in Musikwerken zum besseren Hörverständnis von Musik; zum Teil auch als Arbeitsblätter für Schüler der Sekundarstufen konzipiert.
Hubert Wißkirchen starb am 8. Juli 2018 in Pulheim-Stommeln. Er hinterließ unter anderem seine zweite Ehefrau Christa Wißkirchen.

## Musikpädagogische Schriften
- Arbeitsbuch für den Musikunterricht in der Oberstufe, Bd 1 – Grundfragen/Grundlagen, Verlag Moritz Diesterweg, Frankfurt 1988
- Musikwerke im Unterricht – Band 1: Vokalmusik, Gustav Bosse Verlag, Regensburg 1989 (zusammen mit Klaus Velten)
- Arbeitsbuch für den Musikunterricht in der Oberstufe, Bd. 2, Struktur- und Formanalyse, Verlag Moritz Diesterweg, Frankfurt am Main 1992
- Wort-Ton-Analyse, Gustav Bosse Verlag, Kassel 2002
- Impulse Musik – Zeit der Freude, Düsseldorf 2003, Patmos Verlag (zusammen mit Agnes Steinmetz)
- Impulse Musik – Wege des Glaubens, Düsseldorf 2005, Patmos Verlag (zusammen mit Agnes Steinmetz)
- Impulse Musik – Zeichen der Hoffnung, Patmos Verlag, Düsseldorf 2006 (zusammen mit Agnes Steinmetz)
- Aufsätze zur Musikpädagogik[5]
- Pädagogische Seminare an der Hochschule für Musik und Tanz Köln[6]
- Fachseminare für Referendare[7]